# Új-Zéland az 1988. évi nyári olimpiai játékokon
Új-Zéland a dél-koreai Szöulban megrendezett 1988. évi nyári olimpiai játékok egyik részt vevő nemzete volt. Az országot az olimpián 17 sportágban 88 sportoló képviselte, akik összesen 13 érmet szereztek.

## Érmesek
| Érem  | Versenyző                                                    | Sportág    | Versenyszám                  |
| ----- | ------------------------------------------------------------ | ---------- | ---------------------------- |
| Arany | Ian Ferguson Paul MacDonald                                  | Kajak-kenu | Férfi kajak kettes 500 m     |
| Arany | Mark Todd                                                    | Lovaglás   | Egyéni lovastusa             |
| Arany | Bruce Kendall                                                | Vitorlázás | Divízió II                   |
| Ezüst | Chris Timms Rex Sellers                                      | Vitorlázás | Tornádó                      |
| Ezüst | Ian Ferguson Paul MacDonald                                  | Kajak-kenu | Férfi kajak kettes 1000 m    |
| Bronz | Eric Verdonk                                                 | Evezés     | Férfi egypárevezős           |
| Bronz | George Keys Ian Wright Greg Johnston Chris White Andrew Bird | Evezés     | Férfi kormányos négyes       |
| Bronz | Nikki Payne Lynley Hannen                                    | Evezés     | Női kormányos nélküli kettes |
| Bronz | Paul MacDonald                                               | Kajak-kenu | Férfi kajak egyes 500 m      |
| Bronz | Paul Kingsman                                                | Úszás      | Férfi 200 m hát              |
| Bronz | Anthony Mosse                                                | Úszás      | Férfi 200 m pillangó         |
| Bronz | Mark Todd Tinks Pottinger Andrew Bennie Marges Knighton      | Lovaglás   | Csapat lovastusa             |
| Bronz | John Cutler                                                  | Vitorlázás | Finn dingi                   |

## Asztalitenisz
Férfi
| Versenyző                     | Versenyszám | Csoportkör | Csoportkör | Nyolcaddöntő      | Negyeddöntő       | Elődöntő          | Döntő             | Helyezés |
| Versenyző                     | Versenyszám | Ellenfél Eredmény | Hely.      | Ellenfél Eredmény | Ellenfél Eredmény | Ellenfél Eredmény | Ellenfél Eredmény | Helyezés |
| ----------------------------- | ----------- | --- | ---------- | ----------------- | ----------------- | ----------------- | ----------------- | -------- |
| Barry Griffiths               | Egyes       | B csoport · Hszü Ceng-caj (Xu Zengcai) (CHN) · 0:3 · Georg Böhm (FRG) · 1:3 · Patrick Birocheau (FRA) · 3:2 · Csi Csin-lung (Chih Chin-Long) (TPE) · 0:3 · Tonny Maringgi (INA) · 2:3 · Gilany Hosnani (MRI) · 3:1 · Jan-Ove Waldner (SWE) · 0:3 | 7.         | kiesett           | kiesett           | kiesett           | kiesett           | 49.      |
| Barry Griffiths Peter Jackson | Páros       | B csoport · Svédország (SWE) · Jan-Ove Waldner · Mikael Appelgren · 0:2 · Ausztria (AUT) · Yi Ding · Gottfried Bär · 2:0 · Dél-Korea (KOR) · Kim Githek (Kim Gi-Taek) · Kim Van (Kim Wan) · 0:2 · NSZK (FRG) · Georg Böhm · Jürgen Rebel · 0:2 · Nagy-Britannia (GBR) · Desmond Douglas · Sky Andrew · 0:2 · Dominikai Köztársaság (DOM) · Mario Álvarez · Raymundo Fermín · 0:2 · Tajvan (TPE) · Csi Csin-lung (Chih Chin-Long) · Csi Csin-suj (Chih Chin-Shui) · 0:2 | 8.         |                   | kiesett           | kiesett           | kiesett           | 29.      |

## Atlétika
Férfi
| Versenyző     | Versenyszám | Eredmény | Helyezés |
| ------------- | ----------- | -------- | -------- |
| John Campbell | Maraton     | 2:14:08  | 12.      |

| Versenyző     | Versenyszám | 100 m | 100 m | Távolugrás | Távolugrás | Súlylökés | Súlylökés | Magasugrás | Magasugrás | 400 m | 400 m | 110 m gát | 110 m gát | Diszkoszvetés | Diszkoszvetés | Rúdugrás | Rúdugrás | Gerelyhajítás | Gerelyhajítás | 1500 m  | 1500 m | Végeredmény | Végeredmény |
| Versenyző     | Versenyszám | Idő   | Pont  | Eredmény   | Pont       | Eredmény  | Pont      | Eredmény   | Pont       | Idő   | Pont  | Idő       | Pont      | Eredmény      | Pont          | Eredmény | Pont     | Eredmény      | Pont          | Idő     | Pont   | Pont        | Helyezés    |
| ------------- | ----------- | ----- | ----- | ---------- | ---------- | --------- | --------- | ---------- | ---------- | ----- | ----- | --------- | --------- | ------------- | ------------- | -------- | -------- | ------------- | ------------- | ------- | ------ | ----------- | ----------- |
| Simon Poelman | Tízpróba    | 11,09 | 841   | 708 cm     | 833        | 14,51 m   | 760       | 203 cm     | 831        | 49,89 | 820   | 14,78     | 876       | 43,20 m       | 730           | 490 cm   | 880      | 57,18 m       | 696           | 4:28,54 | 754    | 8021        | 16.         |

Női
| Versenyző            | Versenyszám | Előfutam | Előfutam | Előfutam | Döntő    | Döntő    |
| Versenyző            | Versenyszám | Idő      | Hely.    | Össz.    | Idő      | Helyezés |
| -------------------- | ----------- | -------- | -------- | -------- | -------- | -------- |
| Christine Pfitzinger | 3000 m      | 9:01,30  | 9.       | 21.      | kiesett  | kiesett  |
| Anne Garrett-Audain  | 10 000 m    | 32:10,73 | 12.      | 12.      | 32:10,47 | 11.      |
| Christine McMiken    | 10 000 m    | 32:20,39 | 10.      | 23.      | kiesett  | kiesett  |
| Lorraine Moller      | Maraton     |          |          |          | 2:37:52  | 33.      |

## Birkózás
Szabadfogású
| Versenyző        | Versenyszám | Vigaszágas kiesés | Vigaszágas kiesés | Helyosztók        | Helyosztók        | Bronz- mérkőzés   | Döntő             | Helyezés    |
| Versenyző        | Versenyszám | Vigaszágas kiesés | Vigaszágas kiesés | 7. helyért        | 5. helyért        | Bronz- mérkőzés   | Döntő             | Helyezés    |
| Versenyző        | Versenyszám | Ellenfél Eredmény | Hely.             | Ellenfél Eredmény | Ellenfél Eredmény | Ellenfél Eredmény | Ellenfél Eredmény | Helyezés    |
| ---------------- | ----------- | --- | ----------------- | ----------------- | ----------------- | ----------------- | ----------------- | ----------- |
| Brent Hollamby   | 57 kg       | B csoport · Ramón Meña (PAN) · 12–4 · Csen Jung-liang (Chen Yongliang) (CHN) · 4–14 · a 3. fordulóban erőnyerő · Haltma Abttul (MGL) · 4–19 | 5.                | kiesett           | kiesett           | kiesett           | kiesett           | helyezetlen |
| Steve Reinsfield | 62 kg       | B csoport · Karsten Polky (GDR) · passzivitás · Sztepan Szargszjan (URS) · 0–13                                                             | 10.               | kiesett           | kiesett           | kiesett           | kiesett           | helyezetlen |

## Cselgáncs
| Versenyző    | Versenyszám | Csoport | Selejtező         | 32-es főtábla                 | Nyolcaddöntő                      | Negyeddöntő                        | Elődöntő          | Vigaszág nyolcaddöntő | Vigaszág negyeddöntő | Vigaszág elődöntő              | Bronz- mérkőzés                    | Döntő             | Helyezés |
| Versenyző    | Versenyszám | Csoport | Ellenfél Eredmény | Ellenfél Eredmény             | Ellenfél Eredmény                 | Ellenfél Eredmény                  | Ellenfél Eredmény | Ellenfél Eredmény     | Ellenfél Eredmény    | Ellenfél Eredmény              | Ellenfél Eredmény                  | Ellenfél Eredmény | Helyezés |
| ------------ | ----------- | ------- | ----------------- | ----------------------------- | --------------------------------- | ---------------------------------- | ----------------- | --------------------- | -------------------- | ------------------------------ | ---------------------------------- | ----------------- | -------- |
| Brent Cooper | Harmatsúly  | A       | erőnyerő          | Pierre Sène (SEN) · 1000–0000 | Driss El-Mamoun (MAR) · 1000–0000 | Janusz Pawłowski (POL) · 0000–0001 |                   |                       |                      | Philip Laats (BEL) · 0001–0000 | Jamamoto Jószuke (JPN) · 0000–1000 |                   | 5.       |
| Bill Vincent | Középsúly   | A       | erőnyerő          | Louis Jani (CAN) · 1000–0000  | Densign White (GBR) · 0000–1000   | kiesett                            | kiesett           |                       |                      |                                |                                    |                   | 13.      |

## Evezés
Férfi
| Versenyző                                                         | Versenyszám              | Előfutam | Előfutam | Vigaszág | Vigaszág | Elődöntő   | Elődöntő   | Döntő   | Döntő   | Döntő   | Helyezés |
| Versenyző                                                         | Versenyszám              | Idő      | Hely.    | Idő      | Hely.    | Idő        | Hely.      | Típus   | Idő     | Hely.   | Helyezés |
| ----------------------------------------------------------------- | ------------------------ | -------- | -------- | -------- | -------- | ---------- | ---------- | ------- | ------- | ------- | -------- |
| Eric Verdonk                                                      | Egypárevezős             | 7:18,69  | 1.       | erőnyerő | erőnyerő | 7:11,98    | 3.         | A       | 6:58,66 | 3.      |          |
| Andrew Bird Greg Johnston Chris White                             | Kormányos kettes         | 7:22,32  | 3.       | erőnyerő | erőnyerő | nem indult | nem indult | kiesett | kiesett | kiesett | 12.      |
| Campbell Clayton-Greene Geoffrey Cotter Bill Coventry Neil Gibson | Kormányos nélküli négyes | 6:06,75  | 2.       |          |          | 6:06,60    | 4.         | B       | 6:04,74 | 1.      | 7.       |
| George Keys Ian Wright Greg Johnston Chris White Andrew Bird      | Kormányos négyes         | 6:03,35  | 3.       |          |          | 6:10,41    | 3.         | A       | 6:15,78 | 3.      |          |

Női
| Versenyző                 | Versenyszám              | Előfutam | Előfutam | Vigaszág | Vigaszág | Döntő | Döntő   | Döntő | Helyezés |
| Versenyző                 | Versenyszám              | Idő      | Hely.    | Idő      | Hely.    | Típus | Idő     | Hely. | Helyezés |
| ------------------------- | ------------------------ | -------- | -------- | -------- | -------- | ----- | ------- | ----- | -------- |
| Nikki Payne Lynley Hannen | Kormányos nélküli kettes | 8:02,39  | 2.       | 7:59,93  | 1.       | A     | 7:35,68 | 3.    |          |

## Íjászat
Női
| Versenyző    | Versenyszám | Selejtező | Selejtező | Nyolcaddöntő | Nyolcaddöntő | Negyeddöntő | Negyeddöntő | Elődöntő | Elődöntő | Döntő   | Döntő    |
| Versenyző    | Versenyszám | Pont      | Hely.     | Pont         | Hely.        | Pont        | Hely.       | Pont     | Hely.    | Pont    | Helyezés |
| ------------ | ----------- | --------- | --------- | ------------ | ------------ | ----------- | ----------- | -------- | -------- | ------- | -------- |
| Ann Shurrock | Egyéni      | 1217      | 36.       | kiesett      | kiesett      | kiesett     | kiesett     | kiesett  | kiesett  | kiesett | kiesett  |

## Kajak-kenu
Férfi
| Versenyző                                                  | Versenyszám         | Előfutam | Előfutam | Előfutam | Vigaszág | Vigaszág | Vigaszág | Elődöntő | Elődöntő | Elődöntő | Döntő   | Döntő    |
| Versenyző                                                  | Versenyszám         | Idő      | Hely.    | Össz.    | Idő      | Hely.    | Össz.    | Idő      | Hely.    | Össz.    | Idő     | Helyezés |
| ---------------------------------------------------------- | ------------------- | -------- | -------- | -------- | -------- | -------- | -------- | -------- | -------- | -------- | ------- | -------- |
| Paul MacDonald                                             | Kajak egyes 500 m   | 1:41,65  | 2.       | 2.       | erőnyerő | erőnyerő | erőnyerő | 1:43,33  | 1.       | 3.       | 1:46,46 |          |
| Alan Thompson                                              | Kajak egyes 1000 m  | 3:48,10  | 4.       | 12.      | 3:46,20  | 1.       | 1.       | 3:45,30  | 4.       | 12.      | 3:56,91 | 6.       |
| Ian Ferguson Paul MacDonald                                | Kajak kettes 500 m  | 1:32,32  | 1.       | 1.       | erőnyerő | erőnyerő | erőnyerő | 1:33,81  | 1.       | 2.       | 1:33,98 |          |
| Ian Ferguson Paul MacDonald                                | Kajak kettes 1000 m | 3:20,44  | 1.       | 1.       | erőnyerő | erőnyerő | erőnyerő | 3:23,13  | 1.       | 1.       | 3:32,71 |          |
| Grant Bramwell Brent Clode John MacDonald Stephen Richards | Kajak négyes 1000 m | 3:10,27  | 5.       | 11.      | 3:11,27  | 3.       | 3.       | 3:15,90  | 4.       | 14.      | kiesett | kiesett  |

## Kerékpározás

### Országúti kerékpározás
Férfi
| Versenyző                                          | Versenyszám     | Idő                  | Helyezés      |
| -------------------------------------------------- | --------------- | -------------------- | ------------- |
| Graeme Miller                                      | Mezőnyverseny   | 4:32:46 (+0:24)      | 8.            |
| Brian Fowler                                       | Mezőnyverseny   | 4:32:56 (+0:34)      | 75.           |
| Wayne Morgan                                       | Mezőnyverseny   | nem ért célba        | nem ért célba |
| Brian Fowler Greg Fraine Paul Leitch Gavin Stevens | Csapat időfutam | 2:12:46,4 (+14:58,7) | 22.           |

Női
| Versenyző      | Versenyszám   | Idő           | Helyezés      |
| -------------- | ------------- | ------------- | ------------- |
| Madonna Harris | Mezőnyverseny | nem ért célba | nem ért célba |

### Pálya-kerékpározás
Időfutam
| Név         | Versenyszám  | Idő      | Helyezés |
| ----------- | ------------ | -------- | -------- |
| Tony Graham | Férfi egyéni | 1:05,744 | 7.       |

Üldözőversenyek
| Versenyző                                                    | Versenyszám  | Selejtező | Selejtező | Nyolcaddöntő               | Nyolcaddöntő | Negyeddöntő                    | Negyeddöntő | Elődöntő     | Elődöntő  | Döntő        | Döntő     | Helyezés |
| Versenyző                                                    | Versenyszám  | Idő       | Hely.     | Ellenfél Idő               | Saját idő    | Ellenfél Idő                   | Saját idő   | Ellenfél Idő | Saját idő | Ellenfél Idő | Saját idő | Helyezés |
| ------------------------------------------------------------ | ------------ | --------- | --------- | -------------------------- | ------------ | ------------------------------ | ----------- | ------------ | --------- | ------------ | --------- | -------- |
| Gary Anderson                                                | Férfi egyéni | 4:41,83   | 8.        | Bruno Risi (SUI) · 4:44,38 | 4:41,25      | Colin Sturgess (GBR) · 4:39,39 | 4:42,82     | kiesett      | kiesett   | kiesett      | kiesett   | 7.       |
| Craig Connell Nigel Donnelly Andrew Whitford Stuart Williams | Férfi csapat | 4:26,13   | 14.       |                            |              | kiesett                        | kiesett     | kiesett      | kiesett   | kiesett      | kiesett   | kiesett  |

## Lovaglás
Díjugratás
| Versenyző                                              | Ló              | Versenyszám | Selejtező | Selejtező     | Selejtező     | Selejtező     | Döntő   | Döntő   | Döntő   | Döntő   | Döntő    |
| Versenyző                                              | Ló              | Versenyszám | 1. kör    | 2. kör        | Össz.         | Össz.         | 1. kör  | 1. kör  | 2. kör  | Össz.   | Össz.    |
| Versenyző                                              | Ló              | Versenyszám | Pont      | Pont          | Pont          | Hely.         | Pont    | Hely.   | Pont    | Pont    | Helyezés |
| ------------------------------------------------------ | --------------- | ----------- | --------- | ------------- | ------------- | ------------- | ------- | ------- | ------- | ------- | -------- |
| Mark Todd                                              | Bago            | Egyéni      | 55,00     | 33,00         | 88,00         | 30.           | 12,00   | 26.     | kiesett | kiesett | kiesett  |
| Maurice Beatson                                        | Jeferson Junior | Egyéni      | 43,50     | 16,00         | 59,50         | 48.           | kiesett | kiesett | kiesett | kiesett | kiesett  |
| Harvey Wilson                                          | Crosby          | Egyéni      | 22,50     | 19,50         | 42,00         | 55.           | kiesett | kiesett | kiesett | kiesett | kiesett  |
| John Cottle                                            | Ups & Downs     | Egyéni      | 13,50     | nem ért célba | nem ért célba | nem ért célba | kiesett | kiesett | kiesett | kiesett | kiesett  |
| Mark Todd Harvey Wilson Maurice Beatson Colin McIntosh | lásd fentebb    | Csapat      |           |               |               |               | 52,25   | 12.     | 44,75   | 97,00   | 12.      |

Lovastusa
| Versenyző                                               | Ló           | Versenyszám | Díjlovaglás | Díjlovaglás | Tereplovaglás | Tereplovaglás | Díjugratás    | Díjugratás    | Végeredmény | Végeredmény |
| Versenyző                                               | Ló           | Versenyszám | Bünt.       | Hely.       | Bünt.         | Hely.         | Bünt.         | Hely.         | Bünt.       | Helyezés    |
| ------------------------------------------------------- | ------------ | ----------- | ----------- | ----------- | ------------- | ------------- | ------------- | ------------- | ----------- | ----------- |
| Mark Todd                                               | Charisma     | Egyéni      | 37,60       | 1.          | 0,00          | 1.            | 5,00          | 11.           | 42,60       |             |
| Tinks Pottinger                                         | Volunteer    | Egyéni      | 65,80       | 23.         | 0,00          | 1.            | 0,00          | 1.            | 65,80       | 5.          |
| Andrew Bennie                                           | Grayshott    | Egyéni      | 52,20       | 8.          | 85,60         | 21.           | 25,00         | 34.           | 162,80      | 20.         |
| Marges Knighton                                         | Enterprise   | Egyéni      | 74,60       | 36.         | 90,00         | 24.           | nem ért célba | nem ért célba | kiesett     | kiesett     |
| Mark Todd Tinks Pottinger Andrew Bennie Marges Knighton | lásd fentebb | Csapat      | 135,60      | 3.          | 112,40        | 3.            | 12,75         | 1.            | 268,55      |             |

## Sportlövészet
Férfi
| Versenyző         | Versenyszám       | Selejtező | Selejtező | Döntő   | Döntő    |
| Versenyző         | Versenyszám       | Pont      | Helyezés  | Pont    | Helyezés |
| ----------------- | ----------------- | --------- | --------- | ------- | -------- |
| Greg Yelavich     | Szabadpisztoly    | 535       | 41.       | kiesett | kiesett  |
| Stephen Petterson | Sportpuska, fekvő | 596       | 10.       | kiesett | kiesett  |

Nyílt
| Versenyző    | Versenyszám | Selejtező | Selejtező | Döntő   | Döntő    |
| Versenyző    | Versenyszám | Pont      | Helyezés  | Pont    | Helyezés |
| ------------ | ----------- | --------- | --------- | ------- | -------- |
| John Woolley | Skeet       | 143       | 33.       | kiesett | kiesett  |
| John Farrell | Skeet       | 137       | 51.       | kiesett | kiesett  |

## Súlyemelés
| Versenyző   | Versenyszám | Szakítás                 | Szakítás                 | Lökés    | Lökés    | Összesen | Helyezés |
| Versenyző   | Versenyszám | Eredmény                 | Helyezés                 | Eredmény | Helyezés | Összesen | Helyezés |
| ----------- | ----------- | ------------------------ | ------------------------ | -------- | -------- | -------- | -------- |
| Kevin Blake | 100 kg      | érvényes kísérlet nélkül | érvényes kísérlet nélkül | kiesett  | kiesett  | kiesett  | kiesett  |

## Tenisz
Férfi
| Versenyző                   | Versenyszám | 64-es főtábla                          | 32-es főtábla                                                     | Nyolcaddöntő                                                                 | Negyeddöntő       | Elődöntő          | Döntő             | Helyezés |
| Versenyző                   | Versenyszám | Ellenfél Eredmény                      | Ellenfél Eredmény                                                 | Ellenfél Eredmény                                                            | Ellenfél Eredmény | Ellenfél Eredmény | Ellenfél Eredmény | Helyezés |
| --------------------------- | ----------- | -------------------------------------- | ----------------------------------------------------------------- | ---------------------------------------------------------------------------- | ----------------- | ----------------- | ----------------- | -------- |
| Kelly Evernden              | Egyes       | Goran Ivanišević (YUG) · 7–6, 6–3, 6–3 | Amos Mansdorf (ISR) · 4–6, 6–3, 1–6, 5–7                          | kiesett                                                                      | kiesett           | kiesett           | kiesett           | 17.      |
| Kelly Evernden Bruce Derlin | Páros       |                                        | Argentína (ARG) · Javier Frana · Martín Jaite · 6–4, 4–1, feladta | Ausztrália (AUS) · Darren Cahill · John Fitzgerald · 7–6, 4–6, 2–6, 6–3, 1–6 | kiesett           | kiesett           | kiesett           | 9.       |

Női
| Versenyző        | Versenyszám | 64-es főtábla                    | 32-es főtábla     | Nyolcaddöntő      | Negyeddöntő       | Elődöntő          | Döntő             | Helyezés |
| Versenyző        | Versenyszám | Ellenfél Eredmény                | Ellenfél Eredmény | Ellenfél Eredmény | Ellenfél Eredmény | Ellenfél Eredmény | Ellenfél Eredmény | Helyezés |
| ---------------- | ----------- | -------------------------------- | ----------------- | ----------------- | ----------------- | ----------------- | ----------------- | -------- |
| Belinda Cordwell | Egyes       | Sara Gomer (GBR) · 6–4, 5–7, 2–6 | kiesett           | kiesett           | kiesett           | kiesett           | kiesett           | 33.      |

## Torna

### Ritmikus gimnasztika
| Versenyző     | Versenyszám | Selejtező | Selejtező | Döntő   | Döntő    |
| Versenyző     | Versenyszám | Pont      | Hely.     | Pont    | Helyezés |
| ------------- | ----------- | --------- | --------- | ------- | -------- |
| Angela Walker | Egyéni      | 36,95     | 32.       | kiesett | kiesett  |

## Úszás
Férfi
| Versenyző                                              | Versenyszám            | Előfutam | Előfutam | Előfutam | Döntő   | Döntő   | Döntő   | Helyezés |
| Versenyző                                              | Versenyszám            | Idő      | Hely.    | Össz.    | Típus   | Idő     | Hely.   | Helyezés |
| ------------------------------------------------------ | ---------------------- | -------- | -------- | -------- | ------- | ------- | ------- | -------- |
| Paul Kingsman                                          | 100 m hát              | 57,80    | 5.       | 19.      | kiesett | kiesett | kiesett | kiesett  |
| Paul Kingsman                                          | 200 m hát              | 2:02,20  | 4.       | 7.       | A       | 2:00,48 | 3.      |          |
| Anthony Beks                                           | 200 m mell             | 2:27,26  | 1.       | 42.      | kiesett | kiesett | kiesett | kiesett  |
| Anthony Beks                                           | 100 m mell             | 1:05,65  | 5.       | 39.      | kiesett | kiesett | kiesett | kiesett  |
| Richard Lockhart                                       | 100 m mell             | 1:06,27  | 7.       | 46.      | kiesett | kiesett | kiesett | kiesett  |
| Richard Lockhart                                       | 200 m mell             | 2:24,52  | 6.       | 36.      | kiesett | kiesett | kiesett | kiesett  |
| Anthony Mosse                                          | 100 m pillangó         | 54,63    | 3.       | 10.      | B       | 54,63   | 2.      | 10.      |
| Anthony Mosse                                          | 200 m pillangó         | 1:58,71  | 1.       | 2.       | A       | 1:58,28 | 3.      |          |
| Ross Anderson                                          | 200 m pillangó         | 2:02,40  | 2.       | 20.      | kiesett | kiesett | kiesett | kiesett  |
| Ross Anderson                                          | 100 m gyors            | 52,33    | 7.       | 36.      | kiesett | kiesett | kiesett | kiesett  |
| Ross Anderson                                          | 100 m pillangó         | 56,31    | 3.       | 25.      | kiesett | kiesett | kiesett | kiesett  |
| Paul Kingsman Anthony Beks Anthony Mosse Ross Anderson | 4 × 100 m vegyes váltó | 3:48,93  | 4.       | 11.      | kiesett | kiesett | kiesett | kiesett  |

Női
| Versenyző     | Versenyszám | Előfutam  | Előfutam | Előfutam | Döntő   | Döntő   | Döntő   | Helyezés |         |
| Versenyző     | Versenyszám | Idő       | Hely.    | Össz.    | Típus   | Idő     | Hely.   | Helyezés |         |
| ------------- | ----------- | --------- | -------- | -------- | ------- | ------- | ------- | -------- | ------- |
| Sharon Musson | 200 m hát   | 2:17,47   | 5.       | 13.      | B       | 2:16,06 | 2.      | 10.      |         |
| Sharon Musson | 100 m hát   | 1:04,58   | 7.       | 14.      | B       | 1:04,17 | 7.      | 15.      |         |
| Sylvia Hume   | 100 m hát   | 100 m hát | 1:05,81  | 8.       | 25.     | kiesett | kiesett | kiesett  | kiesett |
| Sylvia Hume   | 200 m hát   | 2:21,55   | 5.       | 21.      | kiesett | kiesett | kiesett | kiesett  |         |

## Vitorlázás
Férfi
| Versenyző                | Versenyszám    | Futam | Futam  | Futam | Futam  | Futam | Futam | Futam  | Pontszám | Helyezés |
| Versenyző                | Versenyszám    | 1     | 2      | 3     | 4      | 5     | 6     | 7      | Pontszám | Helyezés |
| ------------------------ | -------------- | ----- | ------ | ----- | ------ | ----- | ----- | ------ | -------- | -------- |
| Bruce Kendall            | Divízió II     | 5,7   | 5,7    | 0,0   | 10,0   | 14,0  | 0,0   | (15,0) | 35,4     |          |
| Peter Evans Simon Mander | 470-es osztály | 5,7   | 14,0   | 17,0  | (24,0) | 3,0   | 13,0  | 10,0   | 62,7     | 6.       |
| John Cutler              | Finn dingi     | 15,0  | (16,0) | 8,0   | 8,0    | 14,0  | 0,0   | 0,0    | 45,0     |          |

Női
| Versenyző                  | Versenyszám    | Futam  | Futam | Futam | Futam | Futam | Futam | Futam | Pontszám | Helyezés |
| Versenyző                  | Versenyszám    | 1      | 2     | 3     | 4     | 5     | 6     | 7     | Pontszám | Helyezés |
| -------------------------- | -------------- | ------ | ----- | ----- | ----- | ----- | ----- | ----- | -------- | -------- |
| Fiona Galloway Jan Shearer | 470-es osztály | (22,0) | 10,0  | 17,0  | 19,0  | 13,0  | 13,0  | 11,7  | 83,7     | 9.       |

Nyílt
| Versenyző                            | Versenyszám     | Futam  | Futam | Futam | Futam  | Futam | Futam  | Futam | Pontszám | Helyezés |
| Versenyző                            | Versenyszám     | 1      | 2     | 3     | 4      | 5     | 6      | 7     | Pontszám | Helyezés |
| ------------------------------------ | --------------- | ------ | ----- | ----- | ------ | ----- | ------ | ----- | -------- | -------- |
| Chris Timms Rex Sellers              | Tornádó         | (16,0) | 5,7   | 0,0   | 8,0    | 11,7  | 0,0    | 10,0  | 35,4     |          |
| Aran Hansen Simon Daubney Tom Dodson | Soling          | 8,0    | 15,0  | 13,0  | (22,0) | 5,7   | 21,0   | 11,7  | 74,4     | 7.       |
| Greg Knowles Murray Jones            | Repülő hollandi | 3,0    | 0,0   | 15,0  | 8,0    | 18,0  | (20,0) | 16,0  | 60,0     | 5.       |

## Vívás
Férfi
| Versenyző    | Versenyszám       | Selejtező | Selejtező | Selejtező | Selejtező | Selejtező | Selejtező | Főtábla                      | Főtábla                     | Főtábla           | Vigaszág          | Vigaszág                   | Vigaszág                    | Vigaszág                     | Negyeddöntő                 | Elődöntő          | Döntő             | Helyezés |
| Versenyző    | Versenyszám       | 1. kör | 1. kör    | 2. kör | 2. kör    | 3. kör | 3. kör    | 1. kör                       | 2. kör                      | 3. kör            | 1. kör            | 2. kör                     | 3. kör                      | 4. kör                       | Negyeddöntő                 | Elődöntő          | Döntő             | Helyezés |
| Versenyző    | Versenyszám       | Ellenfél Eredmény | Hely.     | Ellenfél Eredmény | Hely.     | Ellenfél Eredmény | Hely.     | Ellenfél Eredmény            | Ellenfél Eredmény           | Ellenfél Eredmény | Ellenfél Eredmény | Ellenfél Eredmény          | Ellenfél Eredmény           | Ellenfél Eredmény            | Ellenfél Eredmény           | Ellenfél Eredmény | Ellenfél Eredmény | Helyezés |
| ------------ | ----------------- | --- | --------- | --- | --------- | --- | --------- | ---------------------------- | --------------------------- | ----------------- | ----------------- | -------------------------- | --------------------------- | ---------------------------- | --------------------------- | ----------------- | ----------------- | -------- |
| Martin Brill | Párbajtőr, egyéni | 11. csoport · Tang Wing Keung (HKG) · 5–2 · Austin Thomas (ARU) · 5–0 · Axel Birnbaum (AUT) · 5–1 · Mihajlo Tisko (URS) · 0–5 · Lars Winter (FIN) · 4–5 | 3.        | 2. csoport · Sergio Turiace (ARG) · 5–4 · Arno Strohmeyer (AUT) · 5–4 · Ma Cse (Ma Zhi) (CHN) · 5–2 · Alexander Pusch (FRG) · 2–5 | 2.        | 7. csoport · Douglas Fonseca (BRA) · 4–5 · Patrice Gaille (SUI) · 4–5 · Ma Cse (Ma Zhi) (CHN) · 5–2 · Michel Dessureault (CAN) · 5–3 · Angelo Mazzoni (ITA) · 5–3 | 1.        | Stefano Pantano (ITA) · 10–8 | Andrej Suvalov (URS) · 9–10 |                   |                   | Thomas Gerull (FRG) · 10–7 | Patrice Gaille (SUI) · 10–5 | Arno Strohmeyer (AUT) · 10–7 | Andrej Suvalov (URS) · 3–10 | kiesett           | kiesett           | 7.       |